# Erebus lunaris
Erebus lunaris là một loài bướm đêm trong họ Erebidae.